# Bihastina eurychora
Bihastina eurychora är en fjärilsart som beskrevs av Louis Beethoven Prout 1928. Bihastina eurychora ingår i släktet Bihastina och familjen mätare. Inga underarter finns listade i Catalogue of Life.